# Lapaty
Lapaty (belarusiska: Лапаты, ryska: Лопаты) är en by i Hrodna voblast, Vitryssland. Nordost om byn ligger mätpunkten "Lopati" på Struves meridianbåge.